# Ciclismo nos Jogos Pan-Americanos de 2011 - Perseguição por equipes feminino
A competição de perseguição por equipes feminino foi um dos eventos do ciclismo de pista nos Jogos Pan-Americanos de 2011 em Guadalajara. Foi disputada no Velódromo Pan-Americano no dia 18 de outubro.

## Calendário
Horário local (UTC-6).
| Data          | Horário | Fase         |
| ------------- | ------- | ------------ |
| 18 de outubro | 10:25   | Qualificação |
| 18 de outubro | 18:00   | Final        |

## Medalhistas
|  | CAN Canadá                                   |  | CUB Cuba                                            |  | COL Colômbia                                  |
|  | Laura Brown Jasmin Glaesser Stephanie Roorda |  | Yumari González Dalila Rodríguez Yudelmis Domínguez |  | María Luisa Calle Serika Guluma Lorena Vargas |

## Resultados

### Qualificação
| Pos. | Ciclistas                                            | País          | Tempo    | Obs. |
| ---- | ---------------------------------------------------- | ------------- | -------- | ---- |
| 1    | Laura Brown Jasmin Glaesser Stephanie Roorda         | CAN Canadá    | 3:25.093 | Q,   |
| 2    | Yumari González Dalila Rodríguez Yudelmis Domínguez  | CUB Cuba      | 3:26.745 | Q    |
| 3    | María Luisa Calle Serika Guluma Lorena Vargas        | COL Colômbia  | 3:27.753 | q    |
| 4    | Lilibeth Chacón Danielys García Angie González       | VEN Venezuela | 3:28.629 | q    |
| 5    | Ingrid Drexel Jessica Jurado Mayra Rocha             | MEX México    | 3:33.687 |      |
| 6    | Daniela Guajardo Francisca Navarro Claudia Aravena   | CHI Chile     | 3:37.730 |      |
| 7    | Uênia de Souza Clemilda Fernandes Janildes Fernandes | BRA Brasil    | 3:37.903 |      |
| 8    | Talia Aguirre Alejandra Feszczuk Valeria Muller      | ARG Argentina | 3:40.329 |      |

### Final
| Pos.                           | Ciclistas                                           | País          | Tempo    |
| ------------------------------ | --------------------------------------------------- | ------------- | -------- |
| Corrida pela medalha de ouro   |                                                     |               |          |
| Medalha de ouro                | Laura Brown Jasmin Glaesser Stephanie Roorda        | CAN Canadá    | 3:21.448 |
| Medalha de prata               | Yumari González Dalila Rodríguez Yudelmis Domínguez | CUB Cuba      | 3:25.335 |
| Corrida pela medalha de bronze |                                                     |               |          |
| Medalha de bronze              | María Luisa Calle Serika Guluma Lorena Vargas       | COL Colômbia  | 3:26.888 |
| 4                              | Lilibeth Chacón Danielys García Angie González      | VEN Venezuela | 3:30.823 |

Legenda
| Recorde mundial                  | Recorde mundial (World record)               |                       | Recorde africano                      | Recorde africano (African) |                                           | Q | Classificado por posição (Qualified) |
| Recorde dos Jogos Pan-Americanos | Recorde pan-americano (Pan-American record)  | Recorde da América    | Recorde da América (Americas)         | q                          | Classificado por melhor tempo (Qualified) |   |                                      |
| Melhor marca do ano              | Melhor marca do ano (World leading)          | Recorde asiático      | Recorde asiático (Asian)              | DNS                        | Não largou (Did not start)                |   |                                      |
| Recorde nacional                 | Recorde nacional (National record)           | Recorde europeu       | Recorde europeu (European)            | DNF                        | Não terminou (Did not finish)             |   |                                      |
| Recorde pessoal                  | Recorde pessoal do atleta (Personal best)    | Recorde da Oceania    | Recorde da Oceania (Oceania)          | DSQ / DQ                   | Desclassificado (Disqualified)            |   |                                      |
| Recorde da temporada             | Recorde da temporada do atleta (Season best) | Recorde sul-americano | Recorde sul-americano (South America) | NM                         | Sem marca (No mark)                       |   |                                      |